# Pesvice

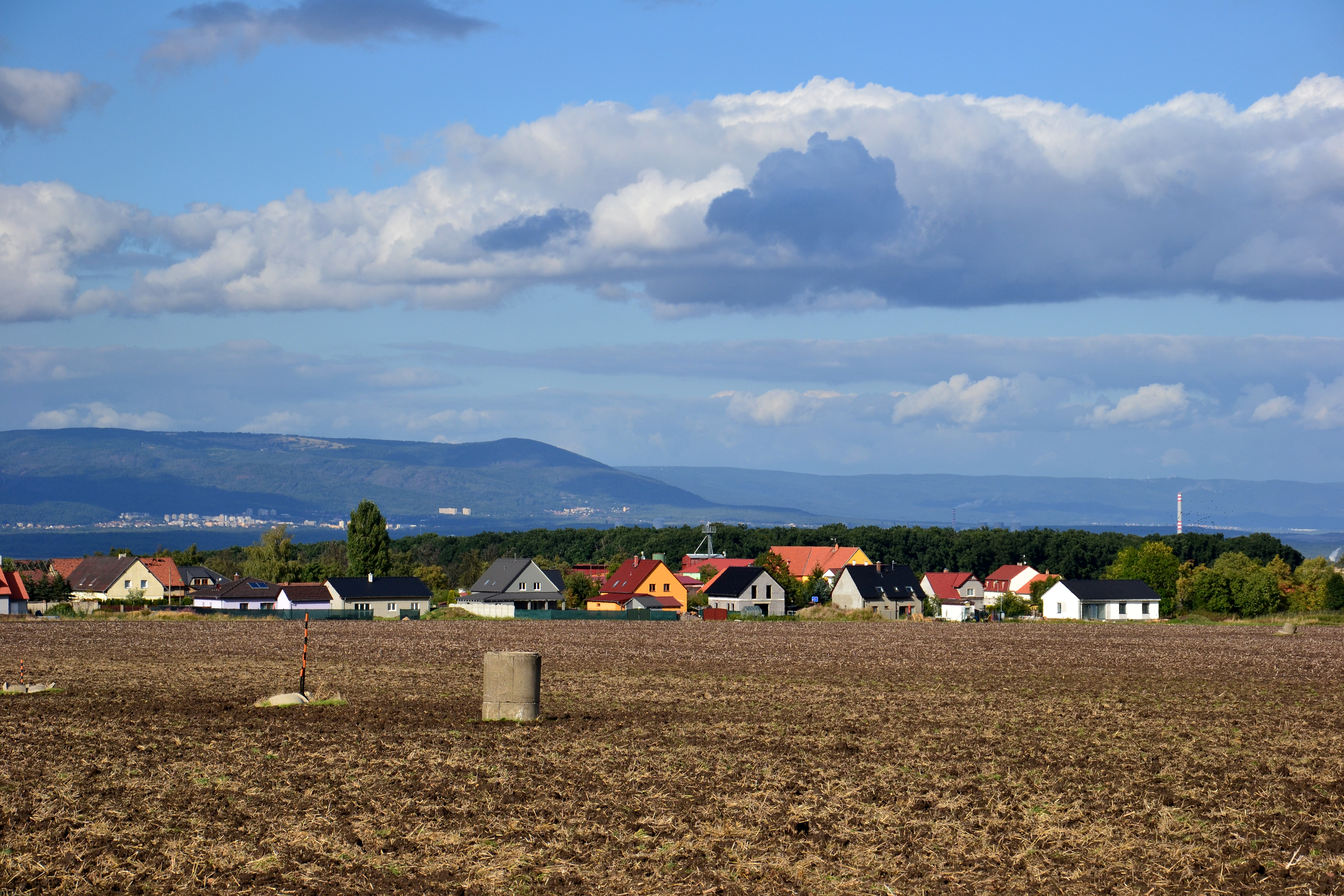
Pesvice (2015)

Pesvice (deutsch Pößwitz) ist eine Gemeinde in Tschechien. Sie liegt fünf Kilometer östlich des Stadtzentrums von Chomutov und gehört zum Okres Chomutov.

## Geographie
Pesvice befindet sich im Nordböhmischen Becken in der Quellmulde des Baches Hošnický potok. Südlich erhebt sich der Špičák (Spitziger Berg, 348 m), im Südwesten der Pesvický vrch (Pößwitzer Berg, 357 m) und der Michanický vrch (Michanitzer Berg, 367 m).
Nachbarorte sind Zaječice und Vrskmaň im Norden, Okořín im Nordosten, Strupčice und Malé Březno im Osten, Hošnice und Všestudy im Südosten, Bílence, Hořenec, Nezabylice und Přečaply im Süden, Údlice im Südwesten, Chomutov im Westen sowie Otvice im Nordwesten.
Die südwestlich gelegene Ansiedlung Michanice (Michanitz) fiel dem Braunkohlentagebau zum Opfer. An ihrer Stelle liegt heute das abgesoffene Restloch der Zeche Důl Jana Žižky.

## Geschichte
Erstmals urkundlich erwähnt wurde das Dorf 1290 im Zuge seines Verkaufs durch Adelheid von Wüsthoven, Witwe des Brüxer Bürgers Heinrich von Wüsthoven, an die Kommende des Deutschritterordens in Komotau. Nach längeren Streitigkeiten mit der Böhmischen Krone nutzte Wenzel IV. 1410 nach der Schlacht bei Tannenberg die Schwäche des Ordens und konfiszierte dessen Besitz. 1411 verwies Wenzel den Orden des Landes. Durch die Böhmische Kammer wurde das Dorf danach verpfändet, seit den 1470er Jahren waren die Herren von Weitmühl Besitzer von Pesvice. 1571 erwarb Bohuslav Felix von Lobkowitz und Hassenstein die Güter und förderte den Übertritt seiner Untertanen zum Protestantismus. Pesvice gehörte zu den 20 Dörfern, die nach einem Vertrag zwischen Bohuslav Felix und dem Rat zu Komotau dem Komotauer Bierzwang unterworfen wurden. 1583 erbte sein Sohn Bohuslav Joachim die Herrschaft Komotau. Dieser tauschte 1588 die Herrschaft mit Georg Popel von Lobkowicz gegen Jungbunzlau und Kosmanos ein, der Herrschaft Komotau im selben Jahre an Rothenhaus anschloss. Der fanatische Katholik Georg Popel begann mit der Rekatholisierung seiner Untertanen und holte zu deren Durchführung 1589 die Jesuiten nach Komotau. Nachdem Georg Popel 1593 auf dem Landtag Kaiser Rudolf II. des Wortbruches bezichtigt hatte, fiel er in Ungnade und seine Güter wurden im Jahre darauf konfisziert. 1605 teilte die Böhmische Kammer die große Herrschaft in vier Teile und verkaufte sie. Den Anteil, zu dem neben Rothenhaus, der Stadt Görkau und dem Schloss Platten außer Pesvice noch 23 weitere Dörfer gehörten, kaufte Adam Herzan von Harras. 1619 erbte dessen Sohn Jan († 1631) die Herrschaft Rothenhaus. Während des Dreißigjährigen Krieges wurde das Dorf von verschiedenen Truppen heimgesucht und geplündert. Nachdem 1639 die Schweden die Gegend besetzt hatten, verschenkte Königin Christina in Siegeszuversicht die Herrschaft an den Generalmajor der Kavallerie Axel Lillie von Leffstadt. 1646 übernahm der rechtmäßige Erbe Jan Adam Herzan von Harras die Herrschaft. Er wurde 1660 in den Reichsgrafenstand erhoben. In der berní rula von 1654 sind für Pesvice 14 Anwesen, eine Schenke und ein herrschaftlicher Meierhof mit Schäferei ausgewiesen. Das Dorf hatte zu der Zeit etwa 80 Einwohner. 1681 erbte Ferdinand Maximilian Herzan den Besitz, den er 1696 seinem Bruder Ernst Karl († 1697) überließ. Nachfolgender Besitzer war Sigismund Wilhelm Herzan, ein weiterer Bruder des Verstorbenen. 1707 erwarb Johann Adam I. Andreas von Liechtenstein die Herrschaft, ihm folgten Heinrich Joseph von Auersperg und 1766 dessen Sohn Johann Adam. In der Mitte des 18. Jahrhunderts begann in Pesvice der Anbau von Hopfen. 1771 kaufte Johann Alexander von Rottenhan die Herrschaft. Er übergab sie 1777 seinem Sohn Heinrich Franz. Pfarr- und Schulort war Všestudy. Zwischen 1780 und 1787 wurde das aus 20 Häusern bestehende Dorf sowie der Meierhof bei Bränden in Schutt und Asche gelegt. 1809 erbte Marie Gabrielle von Rottenhan, die Ehefrau Georg Franz August von Buquoys den väterlichen Besitz. In der ersten Hälfte des 19. Jahrhunderts entstand auf dem großflächigen Dorfplatz die Kapelle des hl. Josef.
Nach der Aufhebung der Patrimonialherrschaften bildete Pößwitz / Pesvice ab 1850 eine politische Gemeinde im Gerichtsbezirk Görkau bzw. im Bezirk Komotau. 1869 erfolgte die Eingemeindung nach Schößl, die bis 1897 andauerte. Im Jahre 1900 lebten in den 46 Häusern des Dorfes 271 Menschen. Nach dem Zerfall der k.u.k. Monarchie gehörte Pößwitz ab November 1918 zur Provinz Deutschböhmen. Der Ort wurde kurz danach von der tschechoslowakischen Armee besetzt und 1919 der Tschechoslowakei zugesprochen. 1930 war das Dorf auf 67 Häuser angewachsen und hatte 374 Einwohner. Die Bevölkerung bestand überwiegend aus Deutschen, im Ort lebte eine tschechische Minderheit.
Nach dem Münchner Abkommen wurde die Gemeinde 1938 dem Deutschen Reich zugeschlagen und gehörte bis 1945 zum Landkreis Komotau. 1939 hatte Pößwitz 344 Einwohner. Nach dem Zweiten Weltkrieg kam der Ort zur Tschechoslowakei zurück und die deutschen Einwohner wurden vertrieben. Zwischen 1961 und 1990 war Pesvice nach Otvice eingemeindet. Die verfallene Kapelle des hl. Josef wurde in den 1960er Jahren abgerissen. Im Jahre 1991 lebten in den 37 Wohnhäusern des Dorfes 92 Menschen.

## Gemeindegliederung
Für die Gemeinde Pesvice sind keine Ortsteile ausgewiesen.

## Sehenswürdigkeiten
- Ruhstein am alten Straßenkreuz der Alten Meißner Straße mit den Straßen Údlice-Otvice und Michanice-Pesvice, westlich des Dorfes. Der mit der Jahreszahl 1587 versehene und tief im Erdreich stehende Stein soll einer Legende zufolge an der Stelle errichtet worden sein, wo während der Hussitenkriege eine Mutter mit ihrem Kind getötet wurde.